# Paleis van de Onafhankelijkheid
Het Paleis van de Onafhankelijkheid (Wit-Russisch: Палац Незалежнасці) is een paleis in de Wit-Russische hoofdstad Minsk. Het paleis is gesitueerd aan de Praspiekt Pieramožcaŭ, vlak bij het BelExpo. Het paleis is op het oosten gericht.
De bestemming van het paleis is het houden van belangrijke evenementen en het ontvangen van buitenlandse delegaties.

## Trivia
- Op 11 februari 2015 was het Paleis van de Onafhankelijkheid het toneel van de onderhandelingen over de situatie in Oost-Oekraïne. Hier waren Angela Merkel, François Hollande, Petro Porosjenko en Vladimir Poetin aanwezig voor vredesonderhandelingen.